# Johann Baptist Jordan

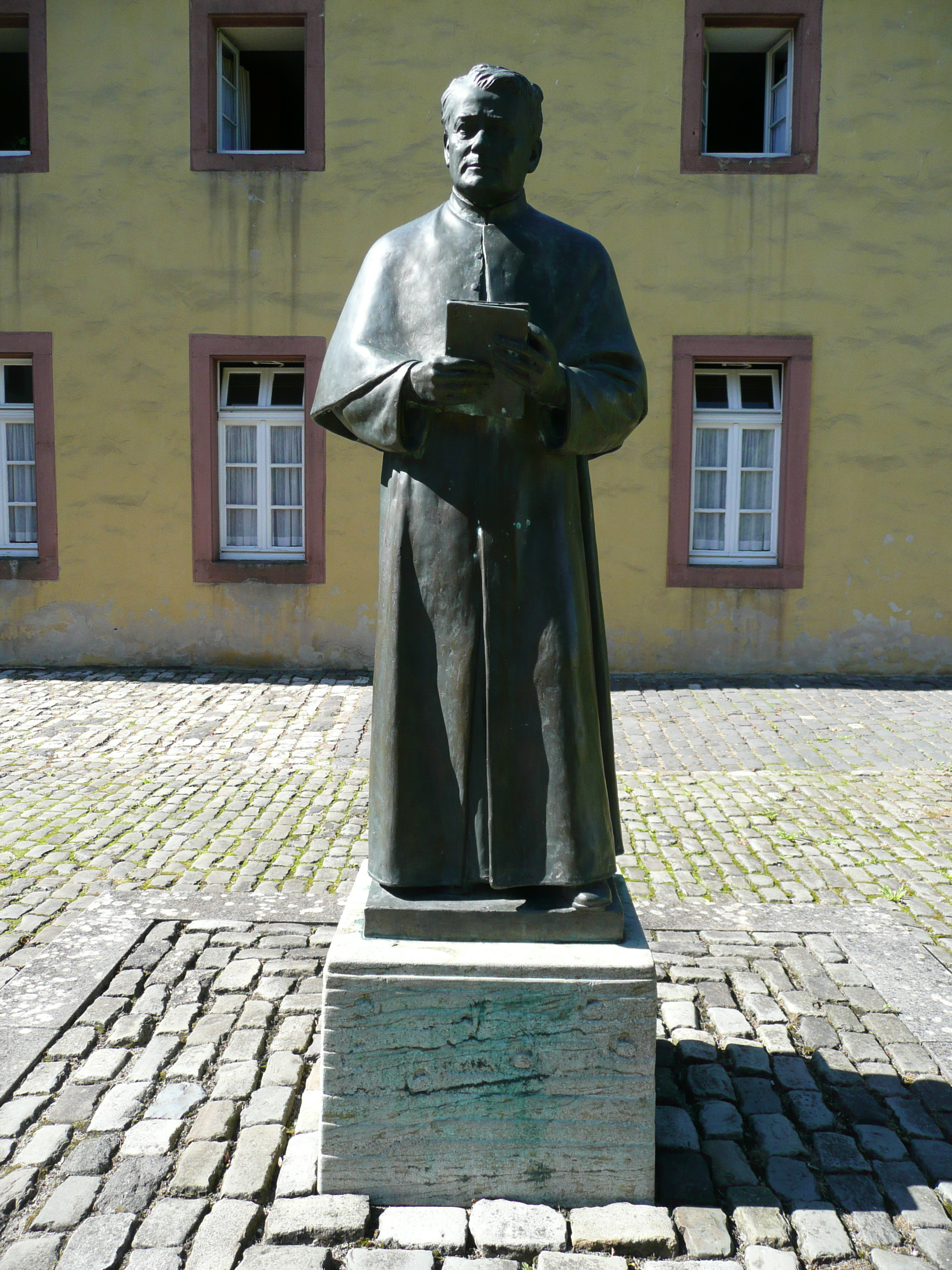
Standbeeld van Frans Jordan

Johann Baptist Jordan (Gurtweil, Baden, 16 juni 1848 - Tafers, Zwitserland, 8 september 1918), was een Duitse rooms-katholiek priester en ordestichter die de kloosternaam Franciscus Maria van het Kruis droeg. Zo wordt hij ook Frans Jordan genoemd.

## Leven
Jordan groeide op in een arm gezin. Na zijn priesterwijding studeerde hij oosterse talen in Rome en ondernam hij een studiereis in het Midden-Oosten. In 1881 stichtte hij de orde van de Salvatorianen en nam de kloosternaam Franciscus Maria van het Kruis aan. Hij wilde leken, mannen en vrouwen, vormen en onderwijzen in de theologie om zo een wereldwijde gemeenschap te vormen. Met Thérèse von Wüllenweber stichtte hij ook een vrouwelijke orde. Tijdens de Eerste Wereldoorlog moest hij als Duitser Rome verlaten en hij vestigde zich in Zwitserland, waar hij in 1918 overleed.

## Canonisering
In 1940 werden de eerste stappen voor de zaligverklaring van Jordan gezet. In 2014 werd een wonderbaarlijke genezing van een pas geboren kind in Brazilië op voorspraak van pater Jordan erkend door de kerk. Op 15 mei 2021 werd pater Jordan zalig verklaard.